# Måske i morgen
Måske i morgen er en dansk film fra 1964.
- Manuskript: Erik Bendt, Preben Harris, Benni Kurzen og Werner Hedmann.
- Instruktion Werner Hedmann.

Blandt de medvirkende kan nævnes:
- Hardy Rafn
- Lars Lunøe
- Hanne Ribens
- Jørgen Fønss
- Preben Harris
- Bjørn Spiro